# 金子拓郎
金子 拓郎（かねこ たくろう、1997年7月30日 - ）は、埼玉県比企郡小川町出身のプロサッカー選手。Jリーグ・浦和レッズ所属。ポジションはミッドフィールダー（MF）。

## 来歴

### プロ入り前
小学1年のとき、地元の小川サッカースポーツ少年団（現:FCアルベスタ小川）でサッカーを始める。中学生年代ではクマガヤSCに15期生として入団しプレー。クマガヤSC同期に庄司朋乃也、加藤陸次樹、原山海里、小島雅也がいた。
2013年、前橋育英高校に進学。同期に大畑隆也、野口竜彦、綿引康、1学年上に小泉佳穂、坂元達裕、渡邊凌磨、鈴木徳真、岡村大八などがいる世代であった。高校では2年次の全国高校サッカー選手権で控え選手ではあったが準優勝を経験し、3年次には主力として、同大会で8強入りした。同大会を通じて優秀選手に選出。
2016年、日本大学・法学部政治経済学科へ進学し同大のサッカー部に入部。3年次夏の釧路合宿で、最終日に行われた北海道コンサドーレ札幌との練習試合でのプレーがきっかけとなり、そのまま札幌の練習に呼ばれ1週間参加した。翌2019年2月の熊本キャンプにも招待された。
同月、2020年からの札幌加入が内定し、同年3月特別指定選手に承認された。同月30日、J1第5節・名古屋グランパス戦で途中出場し、Jリーグ公式戦デビュー。2019年4月10日のルヴァン杯・湘南ベルマーレ戦で初めてスタメンに名を連ねた。

### 北海道コンサドーレ札幌
2020年、北海道コンサドーレ札幌に正式入団。10月10日のJ1第21節湘南ベルマーレ戦では2得点を決める活躍を見せた。
2021年2月27日、J1開幕戦の横浜FC戦で2得点を決める活躍を見せた。
同年12月に、ヴィッセル神戸や浦和レッズが獲得に興味を示すも札幌残留を決断した。

### NKディナモ・ザグレブ
2023年7月25日、クロアチア1部・プルヴァHNLのNKディナモ・ザグレブへ期限付き移籍。9月27日、クロアチアカップのNKポニクヴェ戦で移籍後初ゴールを決めた。

### コルトレイク
2024年7月9日、ベルギー・プロ・リーグ・KVコルトレイクへ完全移籍することが発表された。

### 浦和レッズ
2025年シーズンより、地元埼玉の浦和レッズへ完全移籍することが発表された。

## 所属クラブ
- 小川サッカースポーツ少年団
- クマガヤSC (小川町立東中学校)
- 2013年 - 2015年 前橋育英高等学校
- 2016年 - 2019年 日本大学
  - 2019年3月 - 同年12月  北海道コンサドーレ札幌 (特別指定選手)
- 2020年 - 2024年7月  北海道コンサドーレ札幌
  - 2023年7月 - 2024年7月  NKディナモ・ザグレブ (期限付き移籍)
- 2024年7月 - 同年12月  KVコルトレイク
- 2025年 -  浦和レッズ

## 個人成績
| 国内大会個人成績 | 国内大会個人成績 | 国内大会個人成績 | 国内大会個人成績 | 国内大会個人成績 | 国内大会個人成績 | 国内大会個人成績 | 国内大会個人成績 | 国内大会個人成績 | 国内大会個人成績 | 国内大会個人成績 | 国内大会個人成績 |
| 年度             | クラブ           | 背番号           | リーグ           | リーグ戦         | リーグ戦         | リーグ杯         | リーグ杯         | オープン杯       | オープン杯       | 期間通算         | 期間通算         |
| 年度             | クラブ           | 背番号           | リーグ           | 出場             | 得点             | 出場             | 得点             | 出場             | 得点             | 出場             | 得点             |
| 日本             | 日本             | 日本             | 日本             | リーグ戦         | リーグ戦         | リーグ杯         | リーグ杯         | 天皇杯           | 天皇杯           | 期間通算         | 期間通算         |
| ---------------- | ---------------- | ---------------- | ---------------- | ---------------- | ---------------- | ---------------- | ---------------- | ---------------- | ---------------- | ---------------- | ---------------- |
| 2019             | 札幌             | 30               | J1               | 6                | 0                | 8                | 1                | -                | -                | 14               | 1                |
| 2020             | 札幌             | 30               | J1               | 31               | 4                | 4                | 1                | -                | -                | 35               | 5                |
| 2021             | 札幌             | 9                | J1               | 38               | 7                | 8                | 0                | 1                | 0                | 47               | 7                |
| 2022             | 札幌             | 9                | J1               | 27               | 1                | 4                | 1                | 2                | 2                | 33               | 4                |
| 2023             | 札幌             | 9                | J1               | 21               | 8                | 3                | 1                | 0                | 0                | 24               | 9                |
| クロアチア       | クロアチア       | クロアチア       | クロアチア       | リーグ戦         | リーグ戦         | リーグ杯         | リーグ杯         | オープン杯       | オープン杯       | 期間通算         | 期間通算         |
| 2023-24          | ザグレブ         | 30               | 1.HNL            | 28               | 2                | -                | -                | 4                | 1                | 32               | 3                |
| ベルギー         | ベルギー         | ベルギー         | ベルギー         | リーグ戦         | リーグ戦         | リーグ杯         | リーグ杯         | ベルギー杯       | ベルギー杯       | 期間通算         | 期間通算         |
| 2024-25          | コルトレイク     | 30               | ジュピラー       | 16               | 1                | -                | -                | 2                | 0                | 18               | 1                |
| 日本             | 日本             | 日本             | 日本             | リーグ戦         | リーグ戦         | リーグ杯         | リーグ杯         | 天皇杯           | 天皇杯           | 期間通算         | 期間通算         |
| 2025             | 浦和             | 77               | J1               |                  |                  |                  |                  |                  |                  |                  |                  |
| 通算             | 日本             | 日本             | J1               | 123              | 20               | 27               | 4                | 3                | 2                | 153              | 26               |
| 通算             | クロアチア       | クロアチア       | 1.HNL            | 28               | 2                | -                | -                | 4                | 1                | 32               | 3                |
| 通算             | ベルギー         | ベルギー         | ジュピラー       | 16               | 1                | -                | -                | 2                | 0                | 18               | 1                |
| 総通算           | 総通算           | 総通算           | 総通算           | 167              | 23               | 27               | 4                | 9                | 3                | 203              | 30               |

- 2019年は特別指定選手

出場歴
- Jリーグ初出場 - 2019年3月30日 J1第5節 vs名古屋グランパス（豊田スタジアム）
- 公式戦初得点 - 2019年5月22日 YBCルヴァンカップグループステージ第6節 vs湘南ベルマーレ（Shonan BMWスタジアム平塚）
- J1リーグ初得点 - 2020年7月26日 J1第7節 vs横浜F・マリノス（札幌ドーム）

## タイトル

### クラブ
ディナモ・ザグレブ
- プルヴァHNL：2023-24
- フルヴァツキ・ノゴメトニ・クプ：2023-24

### 代表
ユニバーシアード日本代表
- ナポリ大会：2019

### 個人
- 全国高等学校サッカー選手権大会・優秀選手：2015
- J1リーグ優秀選手賞：2021

## 代表・選抜歴
- 関東大学選抜A
  - デンソーカップ（2019年）
- ユニバーシアード日本代表
  - ユニバーシアード（2019年）
- U-23日本代表
  - トレーニングキャンプ（2020年）